# Insidious – A vörös ajtó
Az Insidious: A vörös ajtó (eredeti cím: Insidious: The Red Door) 2023-ban bemutatott amerikai természetfeletti horrorfilm, melyet elsőfilmes rendezőként Patrick Wilson rendezett. A forgatókönyvet Scott Teems írta, az alapsztorit Leigh Whannellel közösen alkotva meg. Az Insidious – A testen kívüli (2010) és az Insidious – A gonosz háza (2013) közvetlen folytatása, valamint az Insidious-filmek ötödik része. Ty Simpkins, Patrick Wilson, Andrew Astor, Rose Byrne és Lin Shaye visszatérnek a korábbi filmekből ismert szerepeikbe, míg Hiam Abbass és Sinclair Daniel új szereplőként tűnik fel.
Az Insidious – Az utolsó kulcs (2018) megjelenése után a Blumhouse Productions több lehetséges folytatást is tervezett, köztük egy Sinister-filmsorozattal való crossovert. 2020 októberében a stúdió bejelentette, hogy Wilson rendezi és játssza a főszerepet az új filmben, a forgatókönyvet pedig Teems írja Whannell története alapján.
A filmet az Amerikai Egyesült Államokban 2023. július 7-én, míg Magyarországon egy nappal korábban, július 6-án mutatták be a mozikban.

## Cselekmény
A második film befejező eseményei után tíz évvel Josh Lambert fiát, Daltont egy idilli, Ivy League-egyetemre viszi. Dalton egyetemi élete azonban rémálommá válik, amikor a múlt elfojtott démonai hirtelen visszatérnek, hogy mindkettőjüket kísértsék. Hogy egyszer s mindenkorra elűzzék a démonokat, Joshnak és Daltonnak ismét vissza kell térnie a túlvilágba, a családot sújtó rémálom megszüntetése érdekében.

## Szereplők
| Színész         | Szerep             | Magyar hang    |
| --------------- | ------------------ | -------------- |
| Ty Simpkins     | Dalton Lambert     | Kenéz Ágoston  |
| Patrick Wilson  | Josh Lambert       | Miller Zoltán  |
| Rose Byrne      | Renai Lambert      | Ruttkay Laura  |
| Sinclair Daniel | Chris Winslow      | Kanyó Kata     |
| Hiam Abbass     | Armagan professzor | Hegyi Barbara  |
| Andrew Astor    | Foster Lambert     | Gáll Dávid     |
| Juliana Davies  | Kali Lambert       | Tanka Natália  |
| Steve Coulter   | Carl               | Jakab Csaba    |
| Peter Dager     | Nick, a pöcs       | Fáncsik Roland |
| Justin Sturgis  | Alec Anderson      | Kuttner Bálint |
| Joseph Bishara  | Rúzs-arcú démon    | Eredeti hang   |
| Leigh Whannell  | Specs              | Kaszás Gergő   |
| Angus Sampson   | Tucker             | Széles Tamás   |
| Lin Shaye       | Elise Rainier      | Szabó Éva      |

### Magyar változat
- Főcím: Szalóczy Pál
- Magyar szöveg: Tóth Tamás
- Hangmérnök: Tóth Péter Ákos
- Vágó: Sári-Szemerédi Gabriella
- Gyártásvezető: Cabello-Colini Borbála
- Szinkronrendező: Majoros Eszter
- Produkciós vezető: Hagen Péter

A szinkront a Mafilm Audio Kft. készítette el

## A film készítése
Az Insidious – Az utolsó kulcs című film megjelenését és bevételi sikereit követően megkezdték a folytatás előkészítését. Jason Blum producer kifejezte érdeklődését a Sinister című filmhez kapcsolódó crossover iránt. 2020. október 29-én bejelentették, hogy az Insidious – A testen kívüli és az Insidious – A gonosz háza közvetlen folytatásán dolgoznak, melyet Scott Teems forgatókönyve alapján és Leigh Whannell történetéből Patrick Wilson rendez, elsőfilmes rendezőként. Patrick Wilson és Ty Simpkins az első két filmből ismert szerepeiket játsszák újra.
2022 februárjában Wilson megerősítette, hogy megkezdődött a forgatási helyszínek keresése, a forgatás pedig az év tavaszán kezdődik. A forgatás 2022 augusztusában indult, Peter Dager, Jarquez McClendon, Sinclair Daniel és Hiam Abbass is csatlakozott a stábhoz. Rose Byrne visszatérésének hírét is megerősítették. 2023 februárjában kiderült, Andrew Astor ismét eljássza Foster Lambert szerepét. 2023 áprilisában Lin Shaye elárulta, újra megformálja Elise Rainier szerepét.
A forgatás a New Jersey állambeli Morris megyében zajlott, többek között Morristownban, Chathamben, Florham Parkban, valamint a Drew Egyetemen és más helyszíneken Madisonban. 2022. augusztus 22-én Wilson bejelentette, hogy a forgatás befejeződött.

## Fordítás
- Ez a szócikk részben vagy egészben  az   Insidious: The Red Door című angol Wikipédia-szócikk fordításán alapul.  Az eredeti cikk szerkesztőit annak laptörténete sorolja fel. Ez a jelzés csupán a megfogalmazás eredetét és a szerzői jogokat jelzi, nem szolgál a cikkben szereplő információk forrásmegjelöléseként.